# 邁斯特里夫
50°35′4″N 27°32′46″E / 50.58444°N 27.54611°E
邁斯特里夫（烏克蘭語：Майстрів），是烏克蘭北部的村莊，隸屬日托米爾州的茲維亞赫爾區。該村始建於1938年，面積2平方公里，海拔高度214米，2001年人口512，人口密度每平方公里256.26人。